# Сантос, Гильерме
Гильерме Оливейра Сантос (порт. Guilherme Oliveira Santos; род. 5 февраля 1988, Жекие, Баия) — бразильский футболист, защитник клуба «Томбенсе».

## Биография
Гильерме родился в Жекие и воспитанник клубов «Реал Баия», «Артсул» и «Васко да Гама». В последней команде игрок дебютировал в профессиональном футболе. Сыграв в 2007 году 24 матча, Сантос решил попробовать свои силы в Европе, и перешёл в «Альмерию».
В Испании Гильерме выступал три года, съездив также в аренду в «Реал Вальядолид». После этого Гильерме вернулся в Бразилию, став игроком «Атлетико Минейро». С 2012 по 2015 год неоднократно отдавался в аренду в различные клубы, включая «Сантос» и «Флуминенсе». Затем играл за «Крисиуму» и «Сампайо Корреа».
В сезоне 2016/17 играл в чемпионате Греции за «Анортосис», после чего вернулся на родину. В начале 2018 года права на игрока перешли к клубу «Томбенсе», однако все последующие годы Гильерме выступал на правах аренды за другие команды — «Джубило Ивата», «Пайсанду», «Парану» и «Ботафого».

## Титулы и достижения
- Чемпион штата Баия (1): 2014
- Победитель бразильской Серии B (1): 2021